# Lak (település)
Lak község Borsod-Abaúj-Zemplén vármegyében, az Edelényi járásban.

## Fekvése
Edelénytől 13 kilométerre északkeletre, Szikszótól 18 kilométerre északra, Miskolctól pedig (közúton) 32 kilométerre északra található. 
A legközelebbi települések Hegymeg (2 kilométerre), Tomor (3 kilométerre), Szakácsi (5 kilométerre) és Irota (6 kilométerre); a legközelebbi város Edelény.

### Megközelítése
A 27-es főútból Edelénynél kelet felé kiágazó 2616-os út mentén fekszik, ez utóbbi a település főutcája, s ezen érhető el Hegymeg vagy Tomor érintésével. Központjában ágazik ki az előbbi útból északi irányban a 26 134-es mellékút, Szakácsi és a zsákfalunak számító Irota felé. Határszélét északnyugaton érinti még a 2615-ös út is.

## Története
Lak nevét először 1222-ben említették az oklevelek Loch alakban írva. Neve ekkor a Tomoriak által vádolt ember nevében tűnt fel. 1273-ban IV. László király visszaadta a birtokot Thekus fiának, akitől V. István király vette el 1311 előtt. 1333-ban már említették Szent Máriáról elnevezett egyházát is, melynek papja ekkor a pápai tizedjegyzék szerint 10 garas pápai tizedet fizetett.

## Közélete

### Polgármesterei
- 1990–1994: Berzeviczi Zsolt (független)[3]
- 1994–1998: Berzeviczi Zsolt (független)[4]
- 1998–2002: Berzeviczi Zsolt (független)[5]
- 2002–2006: Berzeviczi Zsolt (független)[6]
- 2006–2010: Berzeviczi Zsolt (független)[7]
- 2010–2014: Garai Bertalan (Fidesz–KDNP)[8]
- 2014–2019: Garai Bertalan (Fidesz–KDNP)[9]
- 2019–2024: Garai Bertalan (Fidesz–KDNP)[10]
- 2024– : Garai Bertalan (Fidesz–KDNP)[1]

## Népesség
A település népességének változása:
| Lakosok száma | 660  | 659  | 686  | 672  | 611  | 630  | 630  |
|               | 2013 | 2014 | 2015 | 2021 | 2022 | 2023 | 2024 |

2001-ben a település lakosságának 51%-a magyar, 49%-a cigány nemzetiségűnek vallotta magát.
A 2011-es népszámlálás során a lakosok 88,8%-a magyarnak, 55,4% cigánynak mondta magát (10,3% nem nyilatkozott; a kettős identitások miatt a végösszeg nagyobb lehet 100%-nál). A vallási megoszlás a következő volt: római katolikus 57,4%, református 23,4%, görögkatolikus 3,3%, felekezeten kívüli 1,9% (13,7% nem válaszolt).
2022-ben a lakosság 91,2%-a vallotta magát magyarnak, 7,2% cigánynak, 0,2% ruszinnak, 0,8% egyéb, nem hazai nemzetiségűnek (8,3% nem nyilatkozott; a kettős identitások miatt a végösszeg nagyobb lehet 100%-nál). Vallásuk szerint 9,5% volt római katolikus, 9,3% református, 1,8% görög katolikus, 0,2% egyéb keresztény, 1,1% felekezeten kívüli (77,6% nem válaszolt).
A cigány lakosság többsége a falutól elkülönülten, egy vezetékes vízzel, gázzal, csatornázással és aszfaltúttal ellátatlan cigánytelepen él.
Lakon a helyi, felújított iskolába már csak cigány nemzetiségű diákok járnak.